# Elfriede Datzig

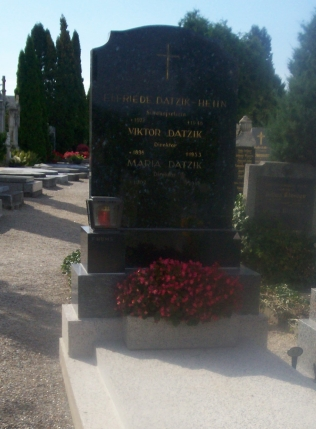
Grabstätte von Elfriede Datzig

Elfriede Datzig (* 26. Juli 1922 in Wien; † 27. Januar 1946 in Ramsau bei Berchtesgaden; eigentlich Elfriede Datzik) war eine österreichische Filmschauspielerin.

## Leben
Schon als Kind schrieb sie Erzählungen und Theaterstücke, nahm Tanzunterricht und erlernte mehrere Musikinstrumente. Als sie das Lyzeum verlassen musste, besuchte sie das Wiener Max Reinhardt Seminar, wo sie 1937 ihre Abschlussprüfung absolvierte. Sie erhielt Engagements am Theater in der Josefstadt und am Deutschen Theater in Berlin.
Ebenfalls 1937, im Alter von fünfzehn Jahren, kam Elfriede Datzig in Wien zum Film. Ihre erste Filmrolle war die einer jungen Studentin in Géza von Bolvárys Lustspiel Finale. Als Darstellerin frischer, unproblematischer junger Mädchen wurde die temperamentvolle dunkelhaarige Darstellerin auf Anhieb populär. Mit Hans Moser in der Rolle ihres Vaters oder väterlichen Beschützers bildete sie in sechs Filmen ein bewährtes Gespann. Ihre größten Auftritte hatte sie in den Filmen Meine Tochter lebt in Wien (1940), Reisebekanntschaft und Schwarz auf Weiß (beide 1943) sowie Sieben Briefe (1943/44). Sie stand 1944 in der Gottbegnadeten-Liste des Reichsministeriums für Volksaufklärung und Propaganda.
Elfriede Datzig war ab dem 24. Dezember 1943 mit dem Schauspielerkollegen Albert Hehn verheiratet, mit dem sie einen Sohn Christoph Michael (* 1944) hatte. Im Januar 1946 zog sie sich bei der Fahrt auf dem Wagenübergang eines überfüllten Zuges eine schwere Lungen- und Rippenfellentzündung zu. Sie starb kurz darauf im Alter von 23 Jahren infolge einer allergischen Reaktion auf Penicillin, mit dem sie behandelt worden war. Sie liegt auf dem Friedhof der Stadt Horn (Niederösterreich) begraben. Hier lebten ihre Eltern Maria Datzik (1902–1983) und Viktor Datzik (1898–1953).

## Filmografie
- 1938: Die unruhigen Mädchen (Finale) – Regie: Géza von Bolváry
- 1939: Fräulein Figaro (Kurzfilm)
- 1939: Hotel Sacher – Regie: Erich Engel
- 1939: Anton, der Letzte – Regie: E. W. Emo
- 1940: Rosen in Tirol – Regie: Géza von Bolváry
- 1940: Meine Tochter lebt in Wien – Regie: E. W. Emo
- 1941: Dreimal Hochzeit – Regie: Géza von Bolváry
- 1941: Die Kellnerin Anna – Regie: Peter Paul Brauer
- 1942: Die heimliche Gräfin – Regie: Géza von Bolváry
- 1943: Der weiße Traum – Regie: Géza von Cziffra
- 1943: Der Ochsenkrieg – Regie: Hans Deppe
- 1943: Der ewige Klang – Regie: Günther Rittau
- 1943: Reisebekanntschaft – Regie: E. W. Emo
- 1943: Schwarz auf Weiß – Regie: E. W. Emo
- 1944: Sieben Briefe – Regie: Vladimir Slavínský
- 1944: Die falsche Braut – Regie: Joe Stöckel